# Ole Krüger
Ole Krüger (geboren 1983 in Ludwigslust) ist ein deutscher Politiker (Bündnis 90/Die Grünen). Er ist seit 2020 Co-Vorsitzender von Bündnis 90/Die Grünen Mecklenburg-Vorpommern.

## Leben und Beruf
Krüger wurde 1983 in Ludwigslust geboren, wo er auch aufwuchs. Er studierte in Rostock. Anschließend machte er ein Praktikum bei der Heinrich-Böll-Stiftung.

## Politische Karriere
Er wurde nach seinem Studium Mitglied der Partei Bündnis 90/Die Grünen.
Im August 2020 wählte ihn der Landesparteitag in Güstrow zum neuen Landesvorsitzenden Bündnis 90/Die Grünen Mecklenburg-Vorpommern, Co-Vorsitzende wurde Weike Bandlow.
Im September 2022 wurde er als Landesvorsitzender von Bündnis 90/Die Grünen Mecklenburg-Vorpommern bestätigt, 88 Prozent der Delegierten auf der Landesdelegiertenkonferenz in Rostock stimmten für ihn; neue Co-Vorsitzende wurde Katharina Horn.